# 中国医科大学附属盛京医院
中国医科大学附属盛京医院，原中国医科大学附属第二医院，是一家位于中国辽宁省沈阳市和平区集医疗、科研、教学为一体的大型综合三级甲等医院，附属于中国医科大学。盛京医院年门急诊量为281万、年住院人数为13.7万人次、年手术量为6.9万例，年总收入超过30亿元。医院规模、诊治病人数量，均居中国东北地区之首。2008年北京奥运会期间，中国医科大学附属盛京医院成为奥运沈阳赛区唯一定点医院。

## 历史
盛京医院的前身是于1883年由英国籍苏格兰人司督阁在沈阳兴建的东北第一家西医院盛京施医院。医院成立的早期带有慈善性质，有对患者免费看病的记录。1907年，东三省总督徐世昌与司督阁商谈后，决定在盛京施医院东侧拨地一块，每年拨银3000两，筹建奉天医科大学。1909年，司督阁又从英国募集5000英镑，补充建校资金。同时聘请英国医生嘉克森和毛乐尔来沈，协助司督阁建校。1912年，奉天医科大学建成，后改名为盛京医科大学。在此之后，盛京施医院不断发展。至1930年，全院共有医师40余人，全年完成门诊99487例次，手术4572例次，在中国东北已极具影响力。1949年6月，被中国医科大学接管，并改名为中国医科大学附属第二医院。1955年在国内率先建立儿科系，实行24小时住院医生负责制，技术和服务水平闻名一时。1969年，为响应毛泽东“要把医疗卫生工作的重点放到农村去”的“六·二六”指示精神，医院整体迁往朝阳地区。1973年，得到辽宁省批准，医院重新并入中国医科大学，恢复为“中国医科大学附属第二医院”，并将分散的科室全部迁回朝阳市内。1983年医院迁回沈阳。2003年，在建院120年时更名为"盛京医院"。目前，盛京医院共有三个院区，分别是南湖院区（辽宁省沈阳市和平区三好街），滑翔院区（辽宁省沈阳市铁西区滑翔路），沈北院区（辽宁省沈阳市沈北新区蒲河大道）。

## 人才
医院各院区工作人员总计10556人，包括医院员工6315人，其中卫生专业技术人员4926人，含教授、副教授679人；博士生导师114人，硕士生导师303人；担任中华医学会国家、省级正副主委和常委以上学术任职118人，享受政府特殊津贴专家45人。

## 重点学科

### 国家级重点学科
普通外科、急诊科、妇科、产科、儿科(儿科重症医学、新生儿科、小儿消化专业、小儿呼吸专业)、中医科（中西医结合脾胃病科）、卫生部小儿先天畸形重点实验室、临床护理。

## 临床科室设置
| - 心功能科 - 肾脏内科 - 血液内科 - 风湿免疫科 - 血液研究室 - 呼吸内科 - 消化内科 - 心血管内科 - 内分泌科 - 心脏外科 - 第二妇科 - 妇科盆底疾病科 - 第二微创妇科 - 辅助生殖中心 - 第一新生儿内科 - 小儿呼吸内科 - 小儿神经病科 - 小儿骨科 - 神经功能检查室 - 感染科 - 肿瘤科 - 急诊科 - 康复医学中心 - 宁养病房 - 麻醉科 - 血液内科 - 小儿血液内科 - 初级卫生保健站 | - 胰腺甲状腺外科 - 胆道、血管、整形美容外科 - 胃肠、营养外科 - 结直肠肿瘤外科 - 肝胆脾外科 - 胆道、疝、减肥外科 - 乳腺外科 - 结直肠、肛门外科病房 - 第一神经外科 - 医疗整形美容科 - 第三妇科 - 肿瘤妇科 - 第一产科 - 第二新生儿内科 - 小儿心脏病科 - 小儿血液病科 - 小儿急诊急救内科 - 小儿泌尿外科 - 发育儿科 - 眼科 - 耳鼻咽喉科 - 口腔科 - 皮肤科 - 神经内科 - 输血科 - 内窥镜诊治中心 - 血液研究室 - 临床遗传科 | - 第二神经外科 - 第一骨科 脊柱、关节骨科 - 第二骨科 脊柱、创伤骨科 - 第三骨科 手足踝外科 - 第四骨科 关节、运动医学 - 第一泌尿外科 - 第二泌尿外科 - 体外碎石室 - 胸外科 - 第一妇科 - 第四妇科 - 第一微创妇科 - 第二产科 - 小儿消化科 - 小儿肾病科 - 小儿免疫科 - 小儿普通外科、胸外科 - 新生儿外科 - 疼痛病房 - 重症监护病房 - 检验科 - 病理科 - 放射科 - 介入病房 - 超声科 - 中医科 - 老年病科 - 药学部 |

}}